# Benjamin Bouchouari
Pour les articles homonymes, voir Bouchouari.
Benjamin Bouchouari (en arabe : بنيامين بوشواري et prononcé bɛn.jæ.mɪn bu.ʃwa.ʁi), né le 13 novembre 2001 à Borgerhout en Belgique, est un footballeur belgo-marocain qui joue au poste de milieu de terrain à l'AS Saint-Étienne.
Passant la majorité de sa formation au RSC Anderlecht, il fait ses débuts professionnels au Roda JC en deuxième division néerlandaise en disputant deux saisons et en finissant sa deuxième saison en tant que meilleur espoir du championnat. Il s'engage ensuite à l'AS Saint-Étienne.
Natif de Belgique, il possède la double nationalité belge et marocaine. Il reçoit ses premières sélections avec l'équipe du Maroc olympique, prenant part et remportant la Coupe d'Afrique des nations des moins de 23 ans sous la houlette d'Issame Charaï.

## Biographie

### Naissance, jeunesse et formation (2001-2019)
Né à Borgerhout (province d'Anvers) en Belgique néerlandophone, Benjamin Bouchouari grandit à Mortsel au sein d'une famille marocaine originaire de Midar entre les villes de Nador et Al Hoceïma. Plusieurs membres de sa famille ont été footballeurs dont son père au niveau amateur ainsi que son oncle Hakim Bouchouari et son cousin Mohamed Bouchouari au niveau professionnel. Il a également de la famille aux Pays-Bas où réside son autre cousin freestyleur, Soufiane Touzani et footballeur, Karim Touzani.
Ayant le néerlandais comme langue maternelle, il apprend le français et l'anglais à l'école et le berbère à la maison. Bouchouari commence le football dans le club amateur KVV Oude God Sport. Il connaît beaucoup de mouvements dans sa jeunesse et passe par de nombreux centres de formation, en commençant par celui de Waasland-Beveren où il reste jusqu'en 2010. Il va ensuite à Anderlecht durant trois ans, puis à Genk pendant un an. N'étant pas prêt à vivre dans une famille d'accueil à seulement douze ans pour se consacrer entièrement au football, il décide de retourner à Anderlecht. Sa famille déménage ensuite à Willebroek, près de Malines qu'il décide alors de rejoindre. Il y reste durant deux ans,.
Après seize ans passés en Belgique, Benjamin Bouchouari rejoint les Pays-Bas, dans le club de Willem II où il reste deux ans avec l'équipe U19. Il intègre ensuite l'équipe U21 du Fortuna Sittard en 2019,.

### Débuts professionnels avec Roda JC (2020-2022)
En 2020, Benjamin Bouchouari rejoint Roda JC où il fait ses débuts professionnels le 28 octobre 2020 lors d'un match de Coupe des Pays-Bas face à son ancien club, Fortuna Sittard. Il entre en jeu à la 77e minute. Il joue pour la première fois en championnat deux semaines plus tard contre Utrecht. À la fin de l'année 2020, il signe son premier contrat professionnel. Il s'impose rapidement comme un titulaire au milieu de terrain de Roda et joue 31 matchs dès sa première saison, en inscrivant un but et en délivrant une passe décisive.
La saison suivante, il joue 37 matchs toutes compétitions confondues, marque deux buts et est six fois passeur décisif. Il réalise une excellente saison, récompensée par le titre de meilleur espoir de deuxième division néerlandaise lors de la saison 2021-2022.

### AS Saint-Étienne (depuis 2022)
Le 16 août 2022, Benjamin Bouchouari rejoint l'AS Saint-Étienne qui vient de descendre en Ligue 2. À 20 ans, il est transféré et signe un contrat d'une durée de trois ans, soit jusqu'en 2025,.
Il joue son premier match avec les Verts face au Havre, à l'occasion de la quatrième journée de Ligue 2. Il entre en jeu à la 63e minute et remplace Jimmy Giraudon. Il est ensuite titulaire pour la première fois la semaine suivante lors d'un match nul (2-2) face à Valenciennes. Il réalise un très bon match et est élu homme du match. Cette bonne performance lui permet d'être de nouveau titulaire quelques jours plus tard face à Bastia (victoire 5-0). Le 29 septembre 2022, il reçoit le prix du meilleur espoir du mois de septembre en Ligue 2. Après cette arrivée tonitruante, le jeune marocain baisse en régime comme le reste de ses coéquipiers et est suspendu pour avoir reçu trois cartons jaunes en dix matchs. À la trêve, les Verts pointent à la vingtième et dernière place de Ligue 2. Malgré les piètres performances de son équipe, le jeune Bouchouari conserve la confiance de son coach et enchaîne les rencontres avec les Verts en étant souvent titulaire mais ses écarts de comportement lui valent de nombreux cartons jaunes.
Le 11 février 2023, à l'occasion de la 23e journée de Ligue 2, contre Dijon, Benjamin Bouchouari marque son premier but en vert, grâce à une frappe lointaine détournée qui trompe Baptiste Reynet, le gardien dijonnais. Il permet aux Stéphanois de remporter ce match 2 à 0. En mars, son entraîneur Laurent Batlles déclare à la presse sportive à propos des performances de Bouchouari : « Je lui demande d'être un peu plus décisif et un petit peu plus porté vers l'avant. C'est un jeune joueur encore qui est perfectible. C'est quelque chose qui peut à la fois lui apporter en passant un cap mais aussi qui peut nous permettre à nous de gagner plus de matchs et de marquer plus de buts. ».
En décembre 2023, Benjamin Bouchouari déclare à propos des éventualités de disputer la CAN 2023 avec la sélection marocaine : « La CAN ? Non je n’y pense pas trop. Si Walid Regragui me prend, il me prend mais ce n’est pas forcément dans mes objectifs. La CAN c’est bien mais je veux jouer. Si je suis appelé et que je ne joue pas, ça reste incroyable, quand tu as 22 ans mais j’ai aussi Saint-Étienne. On veut monter en Ligue 1, si je suis appelé cela signifie que je laisse l'ASSE, je suis un peu entre les deux. Si le sélectionneur me prend, je serais là, je serais content, le plus heureux. Si Walid Regragui ne me prend pas, je suis à l'ASSE, je suis content et je suis le plus heureux aussi. La CAN c'est un objectif mais pas ultime. ».
Sa deuxième saison est difficile sur le plan personnel. Bouchouari perd sa place de titulaire au profit de Florian Tardieu, Aïmen Moueffek et Lamine Fomba après l'arrivée d'Olivier Dall'Oglio. Utilisé dès lors en sortie de banc, il ne brille pas par ses performances, et est poussé vers la sortie par son club durant l'été 2024,. Bouchouari  n'est pas convoqué dans le groupe de Saint-Étienne lors des deux premiers matchs en Ligue 1 lors de la saison 2024-2025. Il doit seulement se contenter de bouts de matchs lors des huit premières journées de Ligue 1 mais, profitant des mauvaises performances de leurs concurrents au milieu de terrain Aïmen Moueffek et Mathis Amougou, lui et Louis Mouton s'imposent comme titulaires au milieu de terrain et se montrent convaincants. Il inscrit même son premier but dans l'élite lors de la douzième journée du championnat avec une reprise de volée rasante depuis l'extérieur de la surface contre Montpellier, permettant à son équipe de gagner 1 à 0.

### Carrière internationale
Né en Belgique de parents marocains, Bouchouari choisit de représenter le Maroc au niveau international,. Il hérite de la nationalité marocaine via affiliation paternelle. Son changement de nationalité sportive auprès de la FIFA a lieu en fin 2021.

#### Parcours junior avec le Maroc (2021-2024)
En octobre 2021, il figure pour la première fois sur la liste du Maroc olympique concoctée par Hicham Dmii pour un stage de préparation au Centre sportif de Maâmora à Salé du 4 au 12 octobre.
Le 15 septembre 2022, il est convoqué par Hicham Dmii avec le Maroc olympique pour une double confrontation face au Sénégal olympique dans le cadre d'un stage de préparation pour les qualifications aux Jeux olympiques d'été de 2024,. Le 20 septembre 2022, Benjamin Bouchouari prend part aux entraînements avec l'équipe première du Maroc à l'occasion des matchs de préparation à la Coupe du monde 2022 face au Chili et au Paraguay. Le 21 septembre 2022, il prend ainsi part à un match amical hors-FIFA organisé au Complexe sportif Mohammed VI de Rabat face à l'équipe de Madagascar et dans lequel il dispute 30 minutes aux côtés d'Ilias Chair ou de Munir El Haddadi (victoire, 1-0). Bouchouari n'est pas convoqué pour la Coupe du monde 2022 au Qatar.
Le 9 juin 2023, il figure sur la liste définitive d'Issame Charaï pour prendre part à la Coupe d'Afrique des nations des moins de 23 ans qui a lieu au Maroc. Les matchs de phase de groupe ont lieu en fin de mois de juin contre la Guinée olympique, le Ghana olympique et la RD Congo olympique au Complexe sportif Moulay-Abdallah de Rabat. Le 15 juin 2023, il est titularisé à l'occasion d'un match de préparation contre la Mauritanie, qu'il parvient à battre sur le score de 4-1. Titularisé lors du premier match contre la Guinée olympique (victoire, 2-1), il entre en jeu lors de la deuxième journée de la CAN U23 contre le Ghana olympique et valide ainsi son ticket pour les demi-finales de la compétition après une victoire de 5-1,. Le 30 juin, il est également titularisé à l'occasion du troisième match de la compétition contre le Congo olympique (victoire, 1-0),. La finale est remportée par le Maroc contre l'Égypte olympique grâce à un but en prolongation d'Oussama Targhalline (victoire, 2-1),.
Le 4 juillet 2024, il est sélectionné par Tarik Sektioui dans une liste de 22 joueurs avec le Maroc olympique pour prendre part aux Jeux olympiques 2024,. Le Maroc finit sa participation avec une médaille de bronze, disputant le match de la troisième place contre l'Égypte olympique (victoire, 6-0).

#### Équipe du Maroc (depuis 2023)

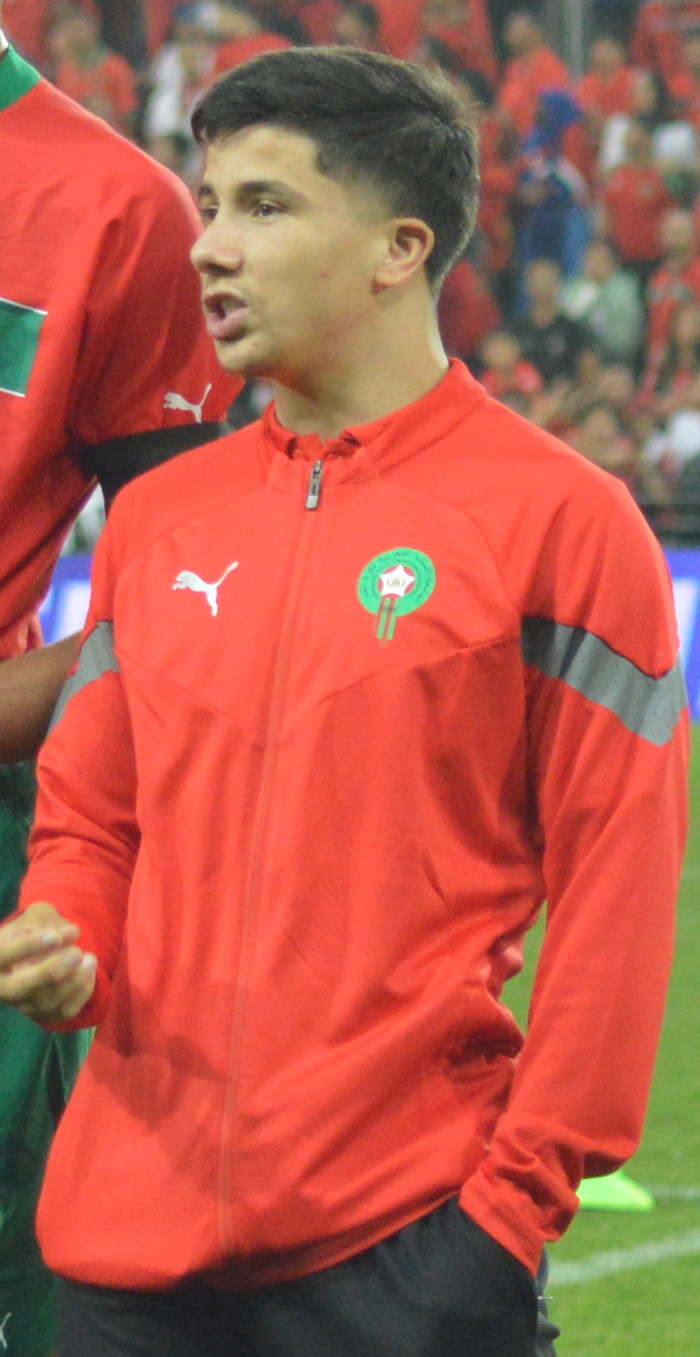
Bouchouari avec le Maroc en 2023.

En août 2022, il est présélectionné par le nouveau sélectionneur du Maroc, Walid Regragui, pour un stage de préparation à la Coupe du monde 2022 à Barcelone et Séville pour deux confrontations amicales, face au Chili et au Paraguay,. Il explique lors de la conférence de presse du 12 septembre 2022, avoir contacté Benjamin Bouchouari, Ismael Saibari et Amine Salama pour leur bonnes performances en club mais qu'ils doivent d'abord être titulaire indiscutable en club pour mériter de figurer sur la liste définitive.
Le 13 mars 2023, il reçoit sa première convocation avec l'équipe première du Maroc lors d'une conférence de presse tenue par Walid Regragui pour des matchs amicaux face au Brésil et au Pérou,. Le 25 mars 2023, les Marocains font leur retour à domicile et sont accueillis par 65 000 supporters au Stade Ibn-Batouta de Tanger à l'occasion d'un match amical face au Brésil (victoire, 2-1),,. Bouchouari n'entre pas en jeu. Cette victoire du Maroc entre dans l'histoire et l'équipe du Maroc devient la première équipe arabe de l'histoire à battre le Brésil. Ce match bat également une audience record au sein de la population marocaine locale avec au moins 10 millions de téléspectateurs,.
Le 31 août 2023, il reçoit sa deuxième convocation officielle de Walid Regragui avec l'équipe du Maroc pour des matchs contre le 9 septembre contre le Liberia à Agadir et le 12 septembre contre le Burkina Faso à Lens,. Pendant que le premier match est annulé à la suite du séisme de 2023 au Maroc, l'autre ne connait aucune entrée en jeu de Bouchouari malgré une victoire de un but à zéro,.
En décembre 2023, il est présélectionné par Walid Regragui dans une liste de 55 joueurs pour disputer la CAN 2024 en Côte d'Ivoire.

## Style de jeu
Benjamin Bouchouari possède un style de jeu élégant et technique. En début de carrière, il voit la Ligue 2 comme un parfait championnat pour évoluer. Il est un joueur très créatif et habile avec le ballon. Casseur de lignes, il est capable de dribbler et de passer avec précision, et il possède une vision de jeu exceptionnelle qui lui permet de voir des opportunités de but là où d'autres joueurs ne les voient pas.
Il est décrit par Laurent Batlles comme étant un joueur pouvant facilement jouer dans des petits espaces et capable d'éliminer beaucoup de monde. Bouchouari-même déclare lors de son passage à l'AS Saint-Étienne : « Le coach me demande de percuter, de récupérer des ballons. De jouer mon jeu. Je n'ai pas de préférence, je peux jouer avec tout le monde ». Dans les surfaces de réparation, il est difficile de le toucher, étant alors capable d'apporter beaucoup à son équipe.

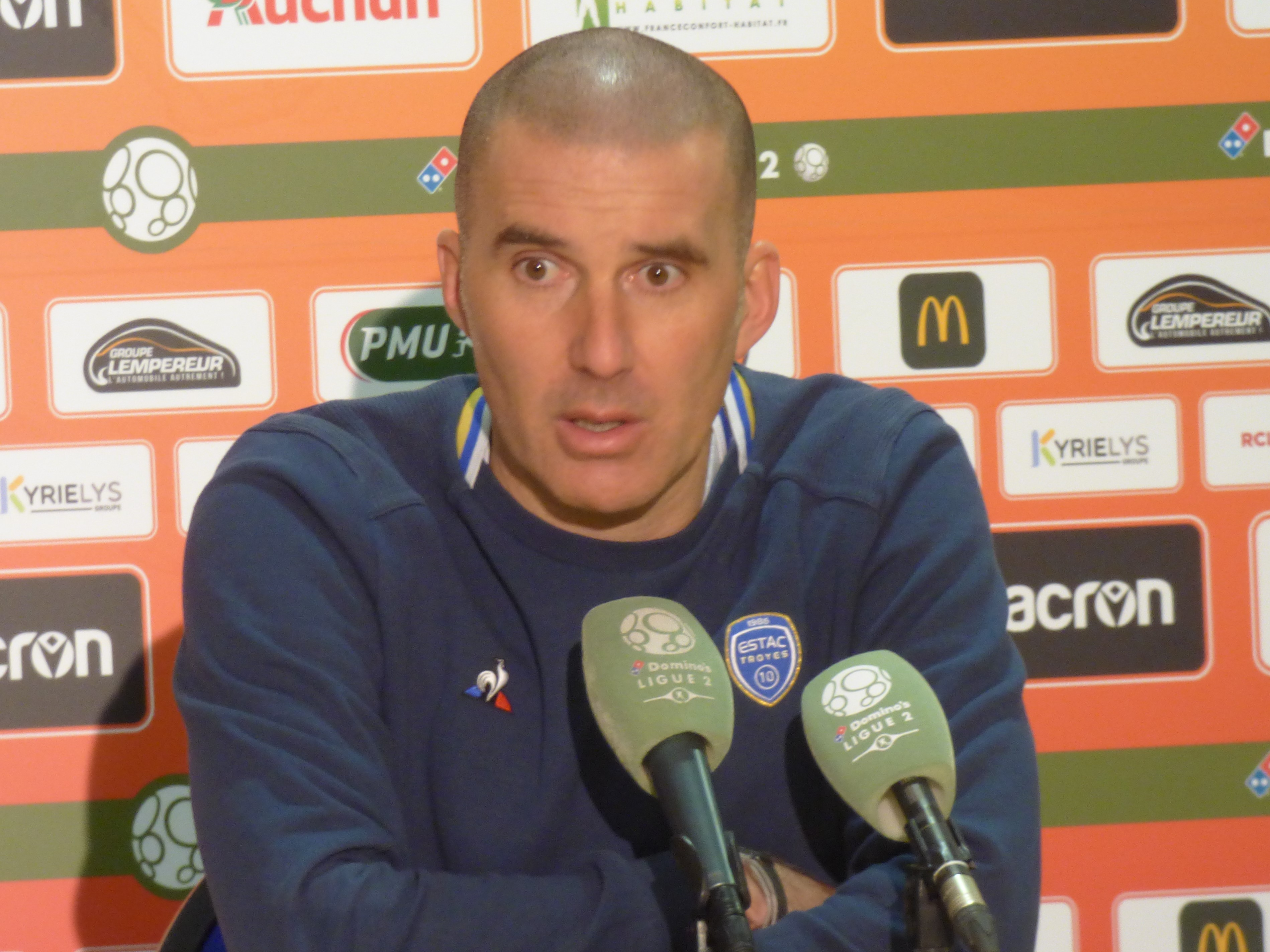
Bouchouari reçoit les éloges de son entraîneur Laurent Battles (ici en 2020).

En plus de son habileté technique, Bouchouari est également connu pour sa capacité à jouer avec une grande intelligence tactique. Il est un joueur très intelligent et il est capable de s'adapter rapidement aux différentes situations qui se présentent sur le terrain. Il est également connu pour sa rapidité d'exécution et sa capacité à jouer avec un rythme élevé. Il est un joueur très énergique et il est toujours à la recherche de l'opportunité de créer une chance de but pour son équipe. Malgré sa petite taille, Bouchouari se démarque sur le terrain par sa rapidité et sa capacité à échapper aux défenseurs plus grands. Mesurant seulement 1m65, il a développé des compétences techniques et une agilité exceptionnelles pour faire face aux joueurs plus imposants. Sa faible stature lui permet de glisser habilement entre les rangs de la défense adverse, créant des ouvertures et des opportunités pour son équipe. Sa capacité à éviter les contacts physiques et à utiliser son agilité pour garder le ballon est impressionnante. Cette petite taille ne fait que renforcer sa réputation en tant que joueur habile et intelligent qui sait comment tirer le meilleur parti de ses atouts sur le terrain.
S'inspirant de Lionel Messi, Bouchouari s'auto décrit en citant : « Je suis un milieu de terrain créatif qui se sent très à l’aise avec la balle et qui crée quelque chose en jouant en avant la plupart du temps, soit en passant ou en dribblant ». Sachant qu'il n'a pas la carrure et le physique d'un milieu de terrain agressif en jeu de corps, il évite les duels de un contre un en privilégiant la passe afin de ne pas perdre le ballon.
En dehors du terrain, Benjamin Bouchouari est également reconnu pour son leadership et son attitude positive dans le vestiaire. Il est souvent décrit comme un joueur qui inspire ses coéquipiers par son éthique de travail acharné et sa mentalité de gagnant. Sa passion pour le football est palpable, et il est toujours le premier à encourager ses partenaires, que ce soit pendant les séances d'entraînement ou les matchs. Cette influence positive se traduit également sur le terrain, où il joue un rôle essentiel en tant que maestro du milieu de terrain, dictant le rythme du jeu de son équipe et aidant à maintenir un esprit d'équipe fort. Son engagement envers l'amélioration continue et son désir de réussir font de lui un atout inestimable pour toute équipe qu'il représente.

## Statistiques

### Statistiques en club
| Saison                | Club                  | Championnat           | Championnat | Championnat | Championnat | Coupe(s) nationale(s) | Coupe(s) nationale(s) | Coupe(s) nationale(s) | Compétition(s) continentale(s) | Compétition(s) continentale(s) | Compétition(s) continentale(s) | Compétition(s) continentale(s) | Barrages d'accession | Barrages d'accession | Barrages d'accession | Total | Total | Total |
| Saison                | Club                  | Division              | M.          | B.          | P.d.        | M.                    | B.                    | P.d.                  | Comp.                          | M.                             | B.                             | P.d.                           | M.                   | B.                   | P.d.                 | M.    | B.    | P.d.  |
| 2020-2021             | Roda JC               | Eerste Divisie        | 28          | 1           | 1           | 1                     | 0                     | 0                     | -                              | -                              | -                              | -                              | 2                    | 0                    | 0                    | 31    | 1     | 1     |
| 2021-2022             | Roda JC               | Eerste Divisie        | 36          | 2           | 6           | -                     | -                     | -                     | -                              | -                              | -                              | -                              | 1                    | 0                    | 0                    | 37    | 2     | 6     |
| 2022-2023             | Roda JC               | Eerste Divisie        | 1           | 0           | 0           | -                     | -                     | -                     | -                              | -                              | -                              | -                              | -                    | -                    | -                    | 1     | 0     | 0     |
| Sous-total            | Sous-total            | Sous-total            | 65          | 3           | 7           | 1                     | 0                     | 0                     | -                              | -                              | -                              | -                              | 3                    | 0                    | 0                    | 69    | 3     | 7     |
| 2022-2023             | AS Saint-Étienne      | Ligue 2               | 34          | 1           | 0           | -                     | -                     | -                     | -                              | -                              | -                              | -                              | -                    | -                    | -                    | 34    | 1     | 0     |
| 2023-2024             | AS Saint-Étienne      | Ligue 2               | 34          | 0           | 0           | 1                     | 0                     | 0                     | -                              | -                              | -                              | -                              | 1                    | 0                    | 0                    | 36    | 0     | 0     |
| 2024-2025             | AS Saint-Étienne      | Ligue 1               | 25          | 1           | 0           | 1                     | 0                     | -                     | -                              | -                              | -                              | -                              | -                    | -                    | -                    | 26    | 1     | 0     |
| Sous-total            | Sous-total            | Sous-total            | 93          | 2           | 0           | 2                     | 0                     | 0                     | -                              | -                              | -                              | -                              | 1                    | 0                    | 0                    | 96    | 2     | 0     |
| Total sur la carrière | Total sur la carrière | Total sur la carrière | 158         | 5           | 7           | 3                     | 0                     | 0                     | -                              | -                              | -                              | -                              | 4                    | 0                    | 0                    | 165   | 5     | 7     |

## Palmarès
Ayant commencé sa carrière professionnelle au SV Roda JC, il remporte sa première distinction individuelle du meilleur espoir de la D2 néerlandaise en 2022. Parti à l'AS Saint-Étienne dans la même année, il remporte la distinction du meilleur espoir de Ligue 2 en septembre 2022 avant de finir dans l'équipe type de la saison aux Trophées UNFP du football,.
Au niveau de la sélection nationale, il ne fait aucune apparition avec les catégories inférieures de l'équipe de Belgique, son pays de naissance. Cependant, étant d'origine marocaine, il est sélectionné, prend part et remporte la Coupe d'Afrique des nations des moins de 23 ans au Marocavant d'être médaillé de bronze aux Jeux olympiques de Paris 2024.
| Maroc olympique (1)                                                                           |
| --------------------------------------------------------------------------------------------- |
| - Coupe d'Afrique des nations -23 ans : - Vainqueur : 2023. - Jeux olympiques - Bronze : 2024 |

### Distinctions personnelles
- Meilleur espoir de deuxième division néerlandaise lors de la saison 2021-2022[6]
- Meilleur espoir de Ligue 2 lors du mois de septembre 2022[66]
- Membre de l'équipe type de Ligue 2 aux Trophées UNFP du football 2023[67]

## Vie privée
Benjamin Bouchouari est le neveu de Hakim Bouchouari et le cousin de Mohamed Bouchouari, également footballeurs professionnels.

### Humanitaire
Le 9 septembre 2023, alors qu'il se trouve à Agadir, il se présente exclusivement à l'hôpital avec ses coéquipiers de la sélection marocaine pour un don de sang pour les blessés du séisme au Maroc,,.